# Nacsa Olivér
Nacsa Olivér (Budapest, 1979. augusztus 5. –) magyar előadóművész, Kamera Hungária-díjas és Karinthy-gyűrűs humorista, producer.

## Élete
Budapesten született, eredetileg sportriporternek készült. A Bródy Imre Gimnázium művészeti osztályában végzett, emellett a Budapesti Média Intézetben tanult. Egy házibulin találkozott Bagi Ivánnal, akivel 1995 óta dolgozik együtt. 1996-ban jelentkeztek a Magyar Rádiónál, ahol azonnal kipróbálhatták tehetségüket a Rádiókabaréban, majd 1998-ban megnyerték a  4. Humorfesztivált, szerzői és előadói kategóriában egyaránt. 1997-ben a Mikroszkóp Színpadhoz szerződtek, ahol számos darabban játszottak, majd 2005-ben bemutatták a BagiNacsa kabarét. Ezt követően különböző színházakban önálló estjeikkel vendégszerepeltek.
2003-ban Vámos Miklós igazgató szerződtette a párost akkori színházába, az IBS-hez egy előadás-sorozatra, ezután indult el Banánhéj címmel műsoruk a TV2-n. Eme produkcióval elnyerték a legjobb saját fejlesztésű műsorformátumért járó televíziós díjat.  Ettől kezdve egymást követték az önálló televíziós show-műsorok. A szintén TV2-n futó Médiacápával 2007-ben Kamera Hungária-díjat nyertek. 2005-ben az 50 legsikeresebb fiatal közé választották. Később a Magyar Televízióban és a Duna TV-ben volt látható Szálka című műsoruk.
Több mint háromszáz önálló televíziós műsort készített, amellyel Fábry Sándor után a második a magyar televíziós show-műsorok tekintetében. 2019-ben a műfajban nyújtott 25 év kiemelkedő teljesítményéért megkapta a Karinthy-gyűrűt. Ugyanezen évben az M5 kulturális csatornán a Kult30 műsort vezette. Számos területen alkot és dolgozik a háttérben, kreatív és kulturális producerként is.
2012-ben létrehozta a Budavári Palotakoncertet, melynek producere és tulajdonosa: nyári szabadtéri koncertsorozat, mely a budai Vár Oroszlános udvarában vonultatja fel a Budapesti Operettszínház szólistáit és zenekarát. Az esemény ma az ország első számú klasszikus zenei koncertje, az egyetlen zenés színházi esemény, amely minden évben, az augusztus 20-ai állami ünnepség-sorozat záróprogramja a közszolgálati televízió Duna csatornáján. Született lokálpatrióta, sokat tesz az I. kerület kulturális életének fejlesztéséért, valamint a Nemzeti Hauszmann Program egyik leglelkesebb támogatója. 2018-ban házasságot kötött Somossy Barbara közmédiás műsorvezetővel, újságíróval, filmrendezővel; akitől 2019-ben vált el. Jelenlegi párja Tripolszky Anna, az M5 csatorna műsorvezetője és riportere.
Politikai értelemben a Fidesz holdudvarához tartozik.

## Műsorai
- Rádiókabaré (Magyar Rádió) 1996-tól napjainkig
- Esti Showder Fábry Sándorral (RTL Klub) 1998–2011
- Banánhéj (TV2) 2003–2005
- Médiacápa (TV2) 2007–2008
- BagiNacsa (ATV) 2010–2011
- Szálka, avagy Bagi és Nacsa megakad a torkán (M1, Duna TV) 2011–2015
- A Bagi Nacsa Show (Duna TV) 2016–2018
- Bagi-Nacsa Orfeuma (Duna TV) 2019-től

## Díjai, elismerései
- Kamera Hungária-díj (2007)
- Karinthy-gyűrű (2019)